# Могильщик пятноголовый
Могильщик пятноголовый (Nicrophorus maculifrons) — вид жуков-мертвоедов из подсемейства могильщиков.

## Описание
Длина тела 13-25 мм. Переднеспинка трапециевидная с более или менее широкими полями. Надкрылья чёрного цвета с широкой оранжевой перевязью, которая прерываются по шву надкрылий. Булава усиков двухцветная (вершинные членики рыжего цвета). На лбу имеется красное пятно, которое может у отдельных экземпляров отсутствовать. Виски покрыты чёрно-бурыми или жёлтыми волосками. Эпиплевры полностью жёлтого цвета. Заднегрудь покрыта густыми длинными жёлтыми волосками. На эпимерах имеется несколько отдельных небольших жёлтых волосков. Брюшко покрыто чёрными волосками. Голени задней пары ног прямые.

## Ареал
Россия (Приморский край), северо-восточный Китая, Тибет.

## Биология
Является некрофага: питается падалью как на стадии имаго, так и на личиночной стадии. Жуки закапывают трупы мелких животных в почву и проявляют развитую заботу о потомстве — личинках, подготавливая для них питательный субстрат. Из отложенных яиц выходят личинки с 6 малоразвитыми ногами и группами из 6 глазков с каждой стороны. Хотя личинки способны питаться самостоятельно, жуки-«родители» растворяют своими пищеварительными ферментами ткани трупа, готовя для них питательный «бульон». Это позволяет личинкам быстрее развиваться.